# کریم بختی
کریم بختی (انگلیسی: Karim Bakhti؛ زادهٔ ۱۱ اکتبر ۱۹۶۹) بازیکن فوتبال اهل الجزایر بود.
وی همچنین در تیم ملی فوتبال الجزایر بازی کرده‌است.